# Umwani anymphos
Umwani anymphos är en spindelart som beskrevs av Griswold 200. Umwani anymphos ingår i släktet Umwani och familjen Cyatholipidae.
Artens utbredningsområde är Malawi. Inga underarter finns listade i Catalogue of Life.